# Cherserigone gracilipes
Cherserigone gracilipes là một loài nhện trong họ Linyphiidae.
Loài này thuộc chi Cherserigone. Cherserigone gracilipes được J. Denis miêu tả năm 1954.